# Oxytropis takhti-soleimanii
Oxytropis takhti-soleimanii är en ärtväxtart som beskrevs av I.T. Vassilczenko. Oxytropis takhti-soleimanii ingår i släktet klovedlar, och familjen ärtväxter. Inga underarter finns listade i Catalogue of Life.